# Raffaele Ferlotti
Raffaele Ferlotti (Bologna, 27 febbraio 1819 – Bologna, 11 novembre 1891) è stato un baritono italiano, che ebbe una carriera internazionale a cavallo della metà del XIX secolo.

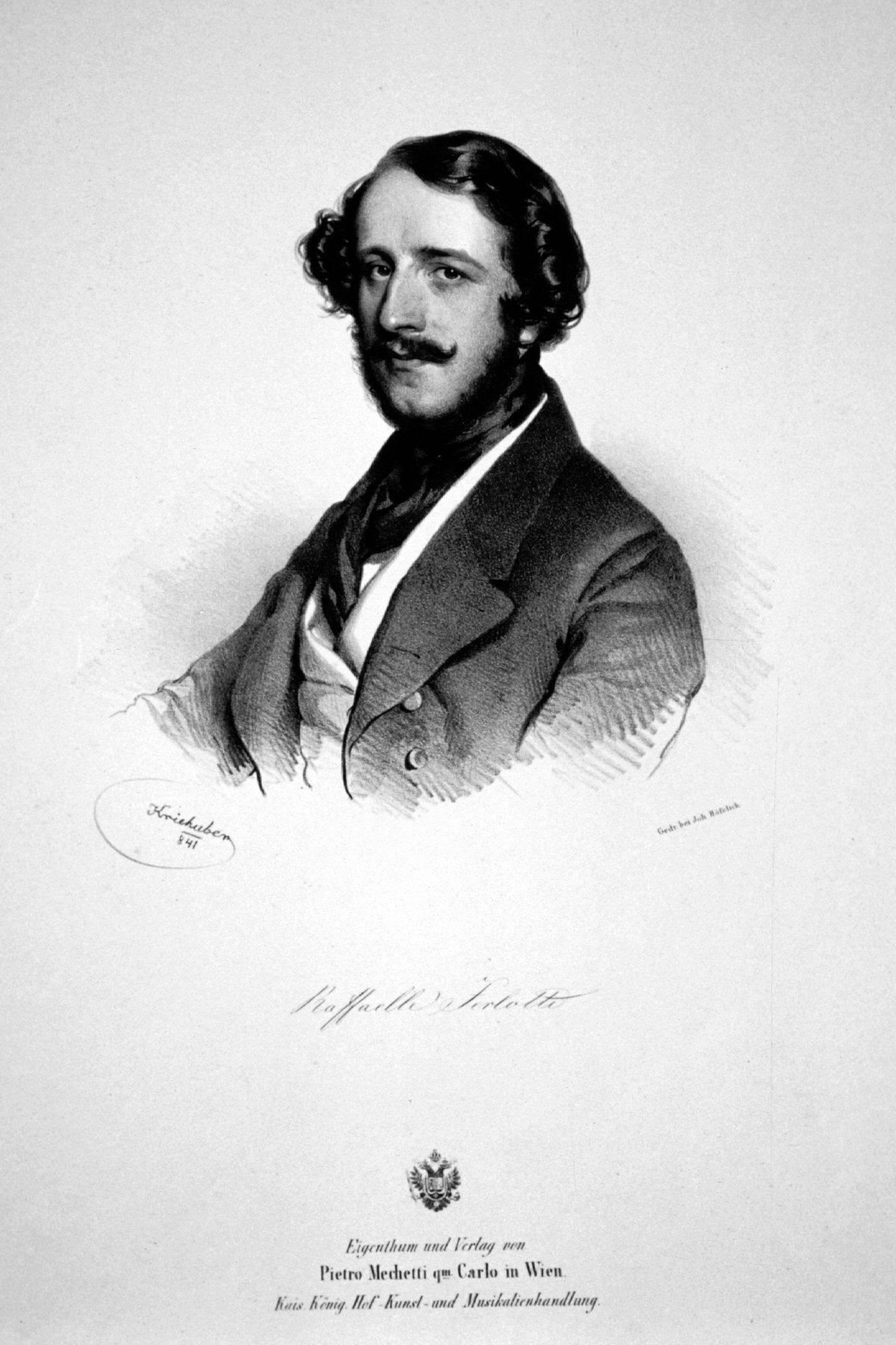
Raffaele Ferlotti. Litografia di Josef Kriehuber, 1841

Ferlotti si esibiva regolarmente nei principali teatri d'opera italiani, in particolare alla Scala, e fu creatore di ruoli in diverse première mondiali. Sulla scena internazionale, si esibì in Austria, Inghilterra, Francia e Spagna.

## Biografia
Ferlotti era figlio del coreografo Nicola Ferlotti e della ballerina Paola Scutelari. Sua sorella maggiore era il famoso soprano Santina Ferlotti-Sangiorgi. La prima rappresentazione nota a cui prese parte Ferlotti fu come solista di concerto a Ravenna nel 1835. Più avanti nello stesso anno apparve al Teatro Comunale di Faenza, come Bartolomeo ne Il furioso all'isola di San Domingo di Gaetano Donizetti. Fu subito invitato a fare apparizioni in importanti teatri in tutta Italia. Nel 1836 apparve al Teatro Comunale di Bologna come Tartufo in Clotilde di Carlo Coccia, e nel suo periodo bolognese approfittò delle lezioni di canto di Luigi Ronzi. Tornò in quel teatro nel 1842 per cantare nel ruolo del titolo in Corrado d'Altamura di Federico Ricci. Nel 1838 debuttò al Teatro Regio di Parma come Israele in Marino Faliero di Donizetti. Tornò nello stesso teatro nel 1841 per interpretare Enrico Ashton in Lucia di Lammermoor di Donizetti, con Teresa De Giuli Borsi come protagonista. Apparve a Parma anche nel 1842, come Contareno in Antonio Foscarini di Henri Cohen, Don Alfonso d'Este in Lucrezia Borgia di Donizetti e Publio nella Vestale di Saverio Mercadante.
Nel 1840 Ferlotti giunse alla Fenice, dove apparve come Assur in Semiramide di Gioachino Rossini, Conte di Vergy in Gemma di Vergy e Giorgio Talbot in Maria Stuarda di Donizetti, e Guido della Torre in Ida della Torre di Alessandro Nini. Il 5 settembre 1840 debuttò alla Scala come Cavaliere di Belfiore nella prima mondiale di Un giorno di regno di Giuseppe Verdi. Anche se quest'opera fu un fallimento, quello stesso anno interpretò alla Scala altre due ruoli, con molto maggiore successo: Briano ne Il templario di Otto Nicolai ed Ernesto nel Pirata di Vincenzo Bellini. Tornò alla Scala diverse altre volte durante la sua carriera, in particolare esibendosi nelle première de Il contadino d'Agliate di Temistocle Solera (1841), Ildegondo e Rizzario di Achille Graffigna (1841), L'Ebrea di Giovanni Pacini (1844) e Sofonisba di Luigi Petrali (1844), e interpretando ruoli come il Conte di Vergy (1842) ed Ernesto Malcolm in Maria regina d'Inghilterra di Giovanni Pacini (1843).
Nel 1845 Ferlotti apparve in opere di Verdi e Donizetti al Teatro Real di Madrid. Nel 1848 si esibì come artista ospite al Teatro San Carlo di Napoli come Don Alfonso d'Este, Israele e come protagonista del Nabucco di Verdi. A Napoli interpretò nuovamente Don Alfonso d'Este nel 1849 e nella stessa città nel 1850 fu Severo in Poliuto di Donizetti. Nel 1855 interpretò Miller in Luisa Miller di Verdi al Teatro Argentina di Roma. Nel 1858-1859 fu impegnato al Liceu di Barcellona. Cantò come artista ospite anche all'Opéra di Parigi, alla Royal Opera House di Londra e alla Staatsoper di Vienna. Dopo il ritiro dalle scene nel 1860, insegnò canto a Bologna in una scuola fondata insieme alla sorella intorno al 1850.